# Ballon Saint-Antoine
Pour les articles homonymes, voir Ballon et Saint-Antoine.
Le ballon Saint-Antoine est un sommet secondaire du massif des Vosges méridionales, culminant à 1 128 mètres d'altitude, sur le versant nord de la Planche des Belles Filles.

## Toponymie

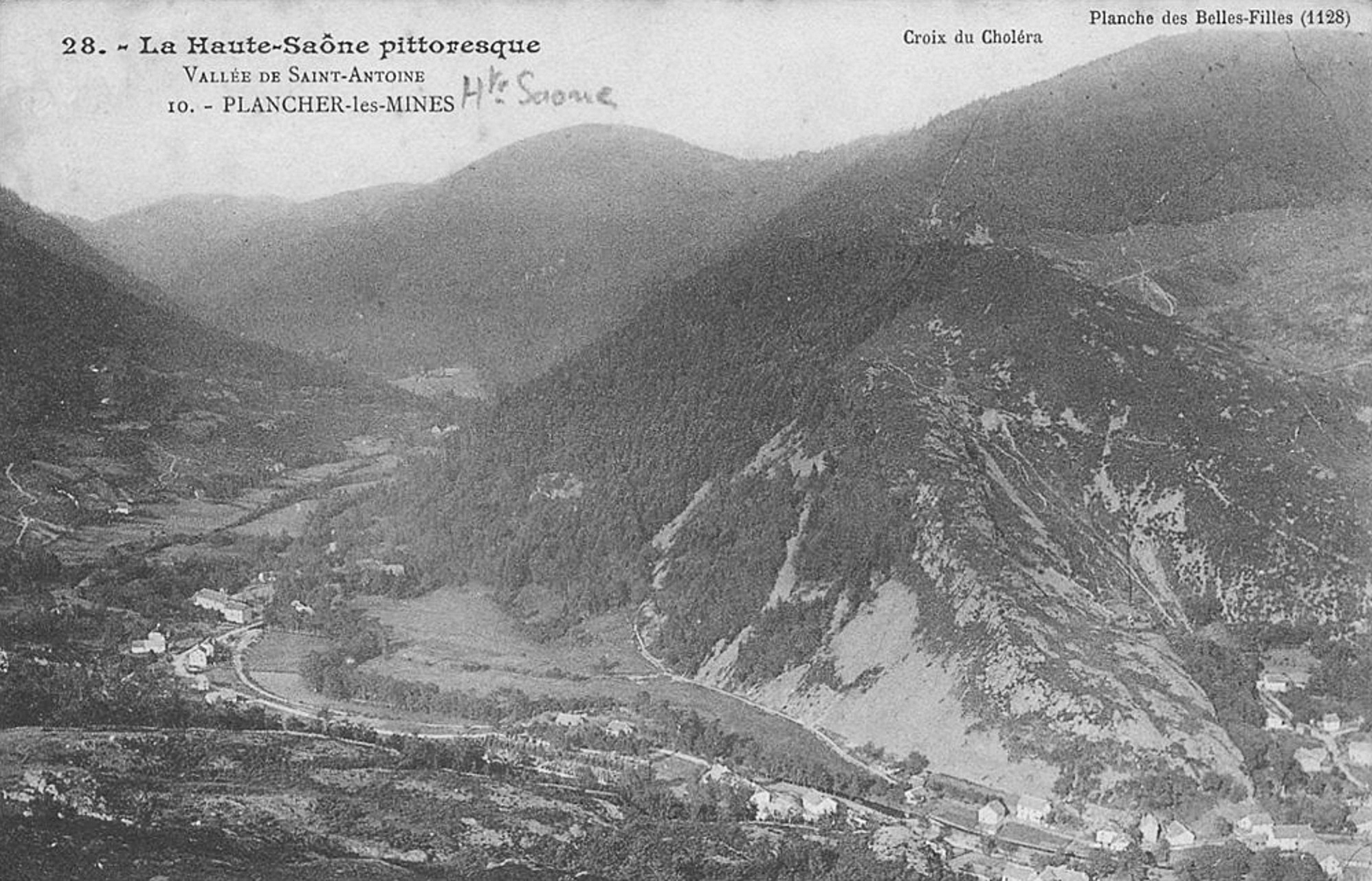
La roche du Laurier et la vallée Saint-Antoine.

Au Moyen Âge, le lieu est dénommé  « Froide Montagne ». Le ballon change de nom pour « Saint-Antoine » tout comme la vallée, la forêt, une source, une grotte et une chapelle situées aux alentours. Ce nom provient d'un ermite ayant vécu dans la vallée au IXe siècle,.

## Géographie

Carte topographique simplifiée du ballon Saint-Antoine et des environs.

Le ballon Saint-Antoine culmine à 1 128 mètres d’altitude, il est accolé au versant nord de la Planche des Belles Filles. Il est accessible uniquement par des chemins forestiers. Il est entièrement recouvert de forêt. L'étang des Belles Filles se situe sur son versant est, là où coulent le ruisseau et de la Beucinière et le ruisseau des Belles Filles. Le ballon est situé en région Bourgogne-Franche-Comté, séparé entre le département de la Haute-Saône avec la commune de Plancher-les-Mines et le département du Territoire de Belfort avec la commune de Lepuix, dont le quartier de la Chauverauche est implanté au pied du massif montagneux.

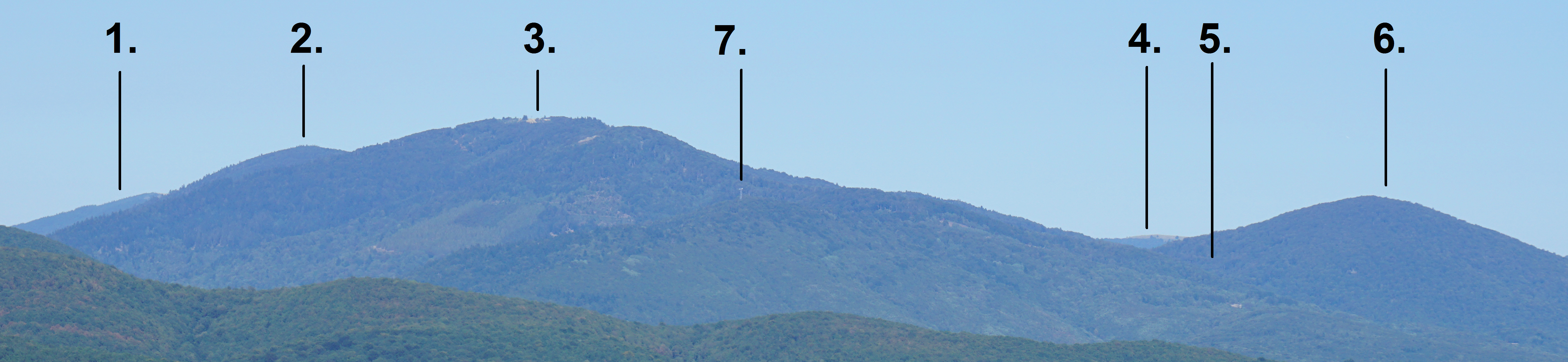

- 1. Ballon d'Alsace ;
2. Ballon Saint-Antoine ;
3. Planche des Belles Filles ;
4. Wissgrut ;
5. Col du Querty ;
6. Mont Ordon-Verrier ;
7. Mont Ménard (surmonté d'une antenne).

## Histoire

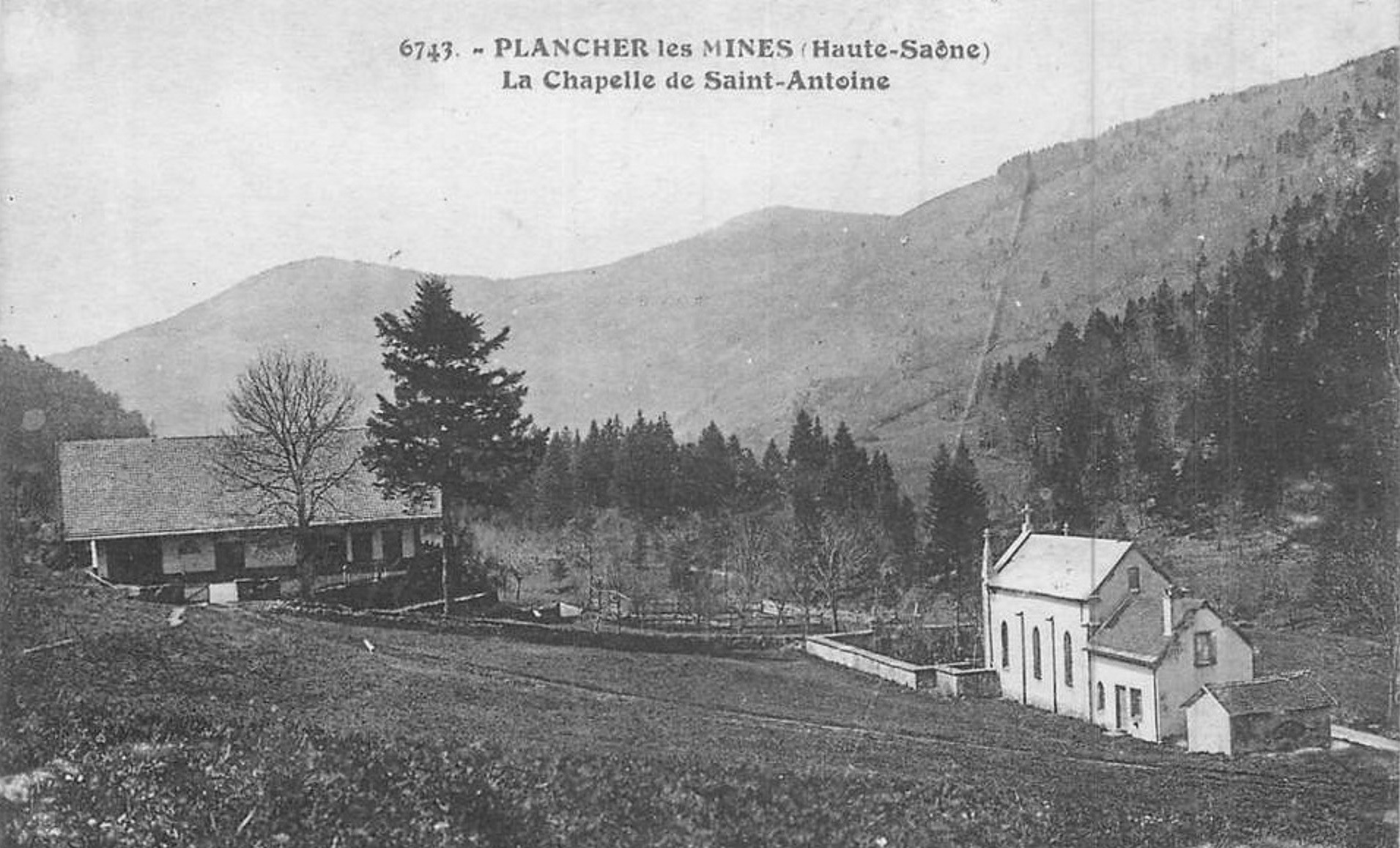
La chapelle Saint-Antoine et la vallée au début du XXe siècle.

Les minerais métalliques sont exploités dans la vallée et sur le flanc de la montagne par les mines des environs entre le XVe siècle et le XVIIIe siècle.
Des charbonniers, verriers et agriculteurs développent également leurs activités grâce aux ressources tirées de la montagne et de la forêt de Saint-Antoine.
Une chapelle catholique est construite au XIXe siècle au pied du massif,.

## Activités

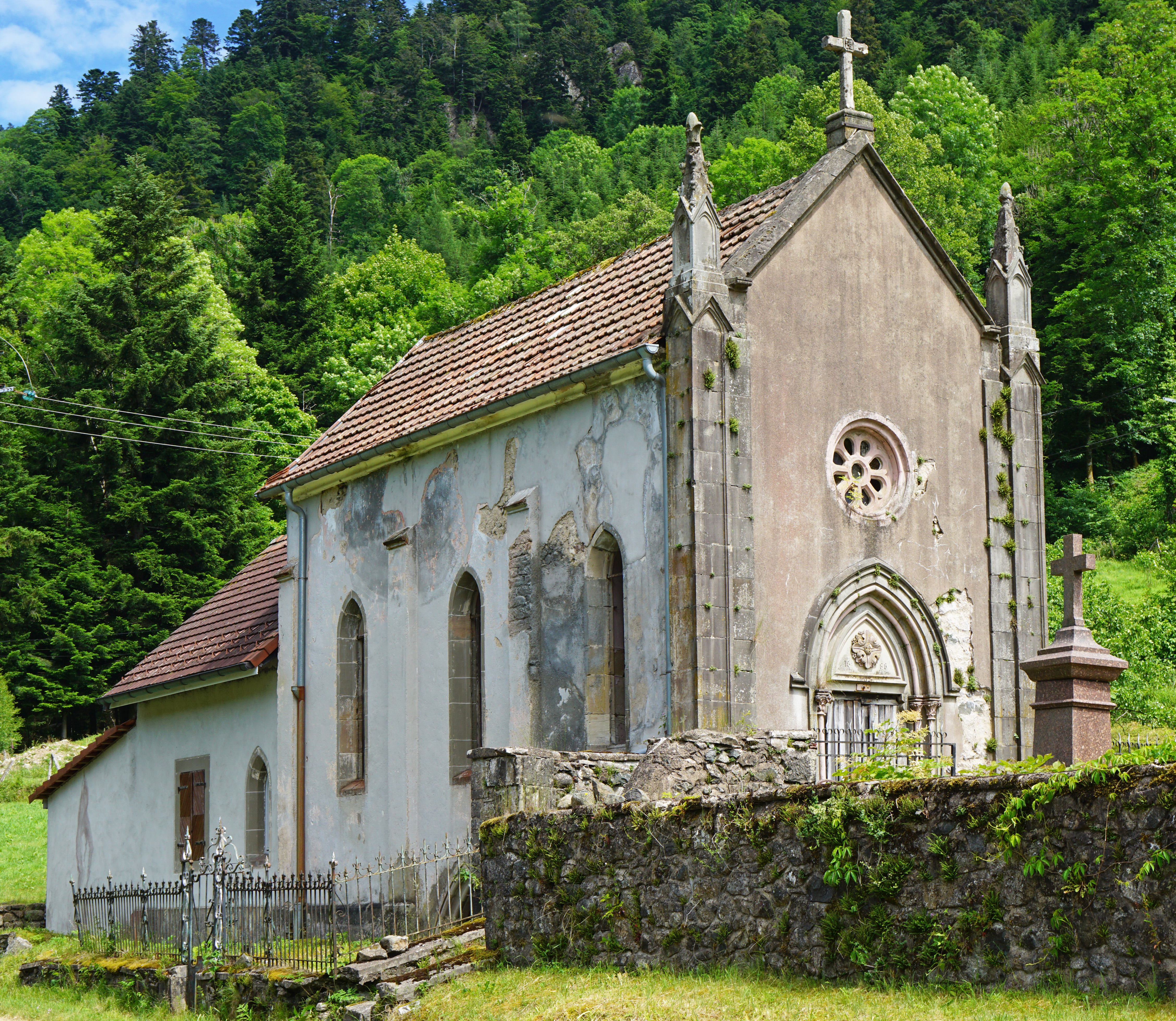
La chapelle Saint-Antoine en 2017.

### Tourisme pédestre
De nombreux chemins forestiers permettent d'accéder au ballon d'Alsace, au col du Querty ou encore aux communes de Lepuix, d'Auxelles-Haut, de Giromagny ou de Plancher-les-Mines. Des sentiers de randonnée pédestre balisés permettent de visiter plusieurs sites d'intérêts historiques ou naturels.
Un sentier intitulé « L'homme et la forêt de Saint-Antoine » permet de revenir sur la passé historique de la vallée et du ballon Saint-Antoine.

### Protection environnementale
Le ballon Saint-Antoine et la Planche des Belles Filles sont inclus dans le parc naturel régional des Ballons des Vosges, à proximité immédiate de la réserve naturelle des Ballons Comtois et d'un espace classé Natura 2000 depuis 1996. De plus, un arrêté ministériel du 22 juin 1992 interdit tout acte de destruction à l'encontre des espèces protégées et de leur milieu.